# Bodonyi Sándor
Bodonyi Sándor (Tereske, Nógrád vármegye, 1734. március 21. – Vác, 1811. november 11.) kanonok, apát, káptalani helynök, püspök.

## Élete
1734. március 21-én született a Nógrád vármegyei Tereskén a bodonyi Bodonyi család tagjaként. Apja Bodonyi Gáspár, anyja Kiszel Zsófia volt. Teológiai tanulmányait Nagykárolyban és Vácon végezte. 1760. május 31-én került sor a pappá szentelésére. 1760. szeptember 13-án nevezték ki a szentesi plébániára, egy héten belül el is foglalta az állomáshelyét, és két évig igazgatta a helyi egyházközösséget, 1762. szeptember 28-ig. 1765-ig tápiószelei, majd 1768-ig romhányi plébános és a nógrádi kerület esperese. 1767-ben mint esperes-plébános megáldotta Szent Péter és Pál apostolok tiszteletére a berceli templomot.
1768-tól váci kanonokká, majd 1772-től a Boldogságos Szűz Mária jászti apáttá nevezték ki. 1778. november 19-én mint váci kanonok és püspöki helynök felszentelte az új veresegyházi Magyarországi Szent Erzsébet-templomot. Splényi Ferenc váci püspök halála után Zerdahelyi Gáborral vezette az egyházmegye ügyeit. 1801-től haláláig váci nagyprépost, valamint november 20. és 1806. augusztus 29. között szkópiai címzetes püspök. 1802. november 13-án általános egyházmegyei gyűlést hívott össze. Az 1787 óta önálló sápi káplánságot 1806-ban plébániává emelte. 1806. augusztus 29-tól haláláig belgrád-szendrői címzetes püspök. 1807-ben felszentelte az abonyi Szent István-templomot. 1807. október 1-jén Károly Ambrus főherceget, későbbi püspököt diakónussá szentelte.
1811. november 11-én hunyt el, a váci székesegyház sírboltjában temették el.